# Міхай-Вітязу (Ботошань)
Міхай-Вітязу (рум. Mihai Viteazu) — село у повіті Ботошані в Румунії. Входить до складу комуни Унгурень.
Село розташоване на відстані 391 км на північ від Бухареста, 22 км на північний схід від Ботошань, 105 км на північний захід від Ясс.

## Населення
За даними перепису населення 2002 року у селі проживали 505 осіб, усі — румуни. Усі жителі села рідною мовою назвали румунську.